# Office of American Innovation
Das Office of American Innovation (OAI) ist ein Büro im White House Office des Weißen Hauses in den Vereinigten Staaten, welches von der Trump-Administration am 27. März 2017 eingerichtet wurde.

## Zweck
Der Zweck des Büros ist es, „dem Präsidenten Empfehlungen zu Richtlinien und Plänen zu geben, die den Betrieb und die Dienstleistungen der Regierung verbessern, die Lebensqualität der Amerikaner jetzt und in der Zukunft steigern und die Schaffung von Arbeitsplätzen anregen.“

## Mitglieder
Geleitet wurde das Büro von Trumps Schwiegersohn Jared Kushner, der Senior Advisor to the President war. Die anderen Mitglieder waren laut dem Gründungsmemorandum der Assistent des Präsidenten und Stabschef, der Senior Advisor to the President for Policy, der Assistant to the President for Economic Policy, der Assistant to the President for Domestic Policy, der Assistant to the President for Strategic Initiatives, der Assistent des Präsidenten für zwischenstaatliche und technologische Initiativen, der Senior Counselor des Präsidenten für wirtschaftliche Initiativen, der Assistent des Präsidenten für strategische Kommunikation, der Assistent des Präsidenten und Stabschef des Vizepräsidenten und der Assistent des Präsidenten und Stabssekretär.
Ja'Ron Smith war von April 2019 bis November 2020 Deputy Director.

## Geschichte
Im Februar 2018 haben die Democracy Forward Foundation und Food & Water Watch eine Klage gegen die OAI eingereicht, um sie zur Einhaltung des Freedom of Information Act zu zwingen. Die Zukunft des OAI ist unter Präsident Biden unklar.